# Die Macht der Liebe
Die Macht der Liebe (OT Duet) ist die 17. Folge der dritten Staffel und die insgesamt 63. Folge der Fernsehserie The Flash. Sie wurde am 21. März 2017 erstmals beim Sender The CW ausgestrahlt. Aaron und Todd Helbing verfassten das Drehbuch anhand der Ideen und Entwürfe der Flash-Showrunner Greg Berlanti und Andrew Kreisberg, Regie führte Dermott Daniel Downs.
Die Folge beinhaltet ein Crossover mit der Serie Supergirl in Form eines Musicals. Grant Gustin und Melissa Benoist trafen für den Dreh auf ihren ehemaligen Glee-Kollegen Darren Criss, der die Rolle des Strippenziehers (namentlich „The Music Meister“) übernahm. Jesse L. Martin traf erneut auf Jeremy Jordan, mit dem er zuvor im Musikfilm Joyful Noise von 2012 zusammengearbeitet hatte.
Der Handlungsstrang beginnt am Ende der Supergirl-Episode Belogen und betrogen (OT: Star Crossed, erstausgestrahlt am 20. März 2017), in welcher Kara Danvers / Supergirl vom Music Meister in ein Koma versetzt wird. Mon-El und J’onn J’onzz / Martian Manhunter bringen sie zu Erde-1 in der Hoffnung auf Hilfe durch Team Flash.

## Handlung
J’onn J’onzz und Mon-El reisen mit der komatösen Kara von Erde-38 zur Erde-1 in der Hoffnung, Team Flash könne sie wiederbeleben. Sie warnen Barry Allen (Flash) vor ihrem entflohenen Gefangenen, dem Music Meister, der vor seiner Flucht offenbart hatte, es auf Flash abgesehen zu haben. Meister scheint sich im Inneren der S.T.A.R. Labs zu befinden, Barry und Wally West / Kid Flash stellen ihn, werden jedoch überwältigt. Meister versetzt Barry in einen ähnlichen komatösen Zustand wie zuvor Kara, beide befinden sich nun gemeinsam und ohne ihre Superkräfte in einer Traumwelt, die auf ihrer beider Liebe zu den klassischen Musicals basiert. Sie treffen auf viele bekannte Gesichter aus dem Arrowverse, doch jeder von ihnen hat in dieser Welt eine völlig neue Identität. Kara und Barry finden heraus, dass sie als Sänger für den Nachtclub-Besitzer Cutter Moran arbeiten. Dieser sieht Malcolm Merlyn zum Verwechseln ähnlich (beide gespielt von John Barrowman). Kara singt zu Beginn Moon River und wird von Moran aufgefordert, etwas Eigenes zu präsentieren. Gemeinsam mit Barry und dem Pianisten Grady (Winn Schott, gespielt von Jeremy Jordan) entwerfen sie das Lied Super Friend.
Zuvor erscheint jedoch der Music Meister in der Traumwelt und singt gemeinsam mit dem Nachtclub-Personal Put a Little Love in Your Heart. Zum Personal gehört auch Kellner Pablo (Cisco Ramon, gespielt von Carlos Valdes). Meister klärt Kara und Barry darüber auf, ihre einzige Chance, das Koma zu beenden, sei, dem Script des Musicals zu folgen und dabei nicht zu sterben. Barry und Kara werden von den Handlangern der Gangster Digsy Foss (Detective Joe West, gespielt von Jesse L. Martin) und seinem Ehemann (Martin Stein, gespielt von Victor Garber) entführt und gezwungen, für sie nach ihrer gemeinsamen Tochter zu suchen. Die Tochter ist Millie Foss (Iris West, gespielt von Candice Patton). Ihr ist allerdings nicht wie vermutet etwas zugestoßen, sondern sie ist (in Anlehnung an West Side Story) mit Tommy Moran (Mon-El, gespielt von Chris Wood), dem Sohn des verfeindeten Cutter Moran, durchgebrannt. Kara und Barry können die beiden überzeugen, sich ihren Vätern zu stellen, und realisieren dabei ihre eigenen Fehler in ihren jeweiligen Liebesbeziehungen zu Iris und Mon-El. Kara begleitet Tommy zu Cutter, Barry begleitet Millie zu ihren Vätern. Die Eltern lassen sich durch Kara und Barry erst scheinbar milde stimmen (More I Cannot Wish You), bereiten sich jedoch nach dem Abschied von ihren Kindern auf einen blutigen Kampf vor.
In der realen Welt wird den Zurückgebliebenen unterdessen bewusst, dass Meister die Superkräfte ihrer komatösen Freunde stiehlt und mit ihnen eine Bank ausraubt. Cisco, Kid Flash and J’onn (als Martian Manhunter) schließen sich zum Kampf gegen Meister zusammen. Sie können ihn tatsächlich besiegen und sperren ihn in eine Zelle in den S.T.A.R. Labs. Barry und Kara werden bei den Proben für ihr Stück Super Friend durch Schüsse unterbrochen, denn der Bandenkrieg zwischen den Morans und den Fosses hat in der Seitengasse des Nachtclubs begonnen. Als Barry und Kara dazwischen gehen und den Kampf beenden möchten, werden beide im Kreuzfeuer getroffen und tödlich verwundet. Durch einen Hinweis des Music Meisters entdecken Cisco, Mon-El und Iris eine Möglichkeit, ebenfalls in die Traumwelt zu gelangen. Sie können die beiden Sterbenden retten und in die reale Welt zurückholen. Beide Beziehungen erhalten eine neue Perspektive, welche sowohl Kara als auch Barry nun wahrnehmen möchten, sie gestehen Mon-El und Iris ihre Liebe. Meister ist aus seiner Zelle entkommen und offenbart, sein einziges Ziel sei die Rettung der Liebe dieser beiden Paare gewesen und nun wolle er sich auf den Weg zu anderen Liebenden machen, die eine „Lektion“ benötigten. Kara, J’onn und Mon-El kehren zu Erde-38 zurück, Barry und Iris ziehen wieder zusammen. Barry singt Runnin’ Home to You für sie und macht ihr ein zweites Mal einen Heiratsantrag, welchen sie annimmt.

## Hintergrund
Die Idee zu einer Musical-Episode des Arrowverse’ wuchs heran, als mehr und mehr erfahrene Musiker und Musical-Theaterschauspieler Rollen in den verschiedenen Serien annahmen. So profilierten sich beispielsweise John Barrowman (Durchbruch 1989 mit Anything Goes), Jesse L. Martin (bekannteste Rolle: Tom Collins in Rent ab 1996) und Victor Garber (Durchbruch mit Godspell 1972) als erfolgreiche Leading Men auf internationalen Bühnen wie dem West End und Broadway, schon lange bevor sie einen zweiten Durchbruch vor der Kamera hatten. Auch Melissa Benoist und Gaststar Darren Criss begannen ihre Karrieren auf der Musicalbühne. Sie alle kehren regelmäßig auf die Bühne zurück. Weitere Darsteller wie Grant Gustin, Chris Wood und Jeremy Jordan haben zwar nur begrenzte Bühnenerfahrung (Gustin hatte eine Nebenrolle in West Side Story am Broadway 2010–2011), haben aber ebenfalls professionelle musikalische Vorerfahrung: So spielte und sang Gustin (wie auch Criss und Benoist) über mehrere Jahre in der Musicalserie Glee, Wood kann einen Universitätsabschluss über Musical Theatre vorweisen und Jordan war unter anderem bereits für die wichtigsten US-amerikanischen Musik/Theaterpreise Tony (Bester Musicaldarsteller) und Grammy (Bestes Musicalalbum) nominiert.
Als Crossover führte die Folge Figuren aus verschiedenen Teilen des DC-Universums zusammen. Zur Flash-Besetzung gehörten neben Grant Gustin und Jesse L. Martin auch Candice Patton, Danielle Panabaker, Carlos Valdes, Keiynan Lonsdale und Thomas Cavanagh.
Aus dem Supergirl-Cast stießen Melissa Benoist, Jeremy Jordan, David Harewood und Chris Wood dazu.
Außerdem traten mit Victor Garbers Dr. Martin Stein und John Barrowmans Malcolm Merlyn zwei Figuren aus Legends of Tomorrow auf. Barrowmans Merlyn ist außerdem und ursprünglich aus Arrow bekannt, der Mutterserie der drei zuvor genannten.
Von außen kam als Gast-Hauptrolle nur Darren Criss, der im Januar 2017 als Music Meister bestätigt wurde.
Die Dreharbeiten fanden zwischen dem 1. und dem 15. Februar 2017 statt,
Regie führte Dermott Daniel Downs, der der Serie schon lange vorher verbunden war.
Die einleitende Supergirl-Folge wurde in den USA am 20. März 2017 ausgestrahlt, Duet folgte am 21. März 2017, beide wurden durch The CW übertragen. Jeweils zeitgleich sendete CTV Two die beiden Episoden auch in Kanada.
Anfang März 2017 erschien ein offizielles Werbeposter für die Episode, Marketing verwendete die Bezeichnung Dynamic Duet, ein Wortspiel aus dem Begriff Duett (Duet ist auch der Originaltitel der Folge) und der Phrase dynamisches Duo (ein gut harmonierendes Paar).
In Australien, wo The Flash und Supergirl beide auf Fox8 ausgestrahlt werden, wurde das Crossover als DC Musical Crossover beworben und ebenfalls an zwei aufeinanderfolgenden Abenden ausgestrahlt.

## Musik
Im Januar 2017 gab Rachel Bloom bekannt, sie habe ein Lied mit dem Titel Superfriends für die Episode geschrieben, der von Gustin und Benoist gesungen werden sollte. Sie habe, „sobald [sie] von dem geplanten Musical-Crossover erfuhr, umgehend [den CW-Vorsitzenden] Mark Pedowitz kontaktiert, der [sie] wiederum mit Greg [Berlanti] und Andrew [Kreisberg] in Verbindung setzte. [Sie] bot ihnen umgehend [ihre] Dienste als Songwriterin an. Sobald sie sich für eine der Liedideen entschieden hatten, telefonierte [sie] mit [ihrem] früheren Vorgesetzten (Robot Chicken) Tom Root und entwickelte aus den gemeinsam gesammelten Entwürfen das Lied ‚Superfriends‘. [Sie freue] sich sehr, zum Aufwärtstrend von Musicals in Fernsehen und Film beitragen zu können. Musik [könne] eines der faszinierendsten und effizientesten Erzählformen und Mittel zur Figurenentwicklung sein. Darüber hinaus [habe] es großen Spaß gemacht, ein komödiantisches Lied für zwei Superhelden zu schreiben.“
Das Lied wurde später in Super Friend umbenannt.
Neben Bloom trugen auch Pasek & Paul (Oscargewinner 2017 für den Besten Song: City of Stars aus dem Film La La Land) zur musikalischen Gestaltung des Specials bei. Für die Flash-Folge schrieben sie das Liebeslied Runnin’ Home to You, welches am Ende der Geschichte von Hauptdarsteller Gustin (Barry Allen/Flash) gesungen wird. Showrunner Kreisberg kommentierte: „Benj und Justin sind das beste Songwriter-Duo unserer Zeit... Sie für unsere Musical-Episode an Bord zu haben, übersteigt unsere wildesten Erwartungen. Wir hoffen, dass sich alle Zuschauer derart in ihr Lied verlieben werden, wie es bei uns der Fall war.“
Ein Soundtrack-Album mit dem Titel The Flash – Music from the Special Episode: Duet wurde am 22. März 2017 (nur Stunden nach der Erstausstrahlung der Episode) über WaterTower Music veröffentlicht. Es enthält die in der Episode verarbeiteten Lieder, erneut gesungen von den Darstellern.
| Nr.          | Titel                                 | Autor(en)                                    | Interpret                                                     | Länge |
| ------------ | ------------------------------------- | -------------------------------------------- | ------------------------------------------------------------- | ----- |
| 1.           | Meet the Music Meister                | Blake Neely                                  |                                                               | 2:45  |
| 2.           | Moon River                            | Johnny Mercer, Henry Mancini                 | Melissa Benoist                                               | 2:14  |
| 3.           | Put a Little Love in Your Heart       | Jackie DeShannon, Jimmy Holiday, Randy Myers | John Barrowman, Darren Criss, Jeremy Jordan und Carlos Valdes | 1:54  |
| 4.           | More I Cannot Wish You                | Frank Loesser                                | John Barrowman, Victor Garber und Jesse L. Martin             | 2:38  |
| 5.           | Super Friend                          | Rachel Bloom, Tom Root                       | Melissa Benoist und Grant Gustin                              | 2:14  |
| 6.           | Runnin’ Home to You                   | Benj Pasek, Justin Paul                      | Grant Gustin                                                  | 2:46  |
| 7.           | Runnin’ Home to You (Gitarrenversion) | Pasek & Paul                                 | Grant Gustin                                                  | 2:45  |
| Gesamtlänge: | Gesamtlänge:                          | Gesamtlänge:                                 | Gesamtlänge:                                                  | 17:16 |

## Rezeption
Jesse Schedeen (IGN) bezeichnete die Folge als „amazing“ (unglaublich) und verlieh 9,6 von 10 Sternen. Er hielt die Prämisse zwar für „albern“, war aber beeindruckt von der bewahrten und auf schöne Art integrierten Kontinuität der beiden Serien. Besonders stellte er in diesem Zusammenhang den „unmittelbaren Aufbau auf den kürzlich aufgetretenen romantischen Verwicklungen und Beziehungsproblemen in sowohl Barrys als auch Karas Leben“ heraus. Er genoss die Zusammenarbeit mit Kid Flash, Martian Manhunter und Vibe, außerdem war er „froh, dass die Autoren gar nicht erst versuchten, eine romantische Nebenhandlung mit Barry und Kara zu spinnen. Wie ihre Nummer Super Friends verdeutlichte, eignen sie sich besser als Freunde denn als Liebhaber.“ Scott Von Doviak (The A.V. Club) verlieh der Folge die Schulnote A− (dt. „noch sehr gut“/„1−“/„eins minus“) mit der Begründung, die Chemie zwischen Gustin und Benoist sei ausgesprochen gut; Gustins Figur sei außerdem in der Lage gewesen, „zur liebenswerten Seite seiner Figur zurückzufinden“. Von Doviak schloss: „Logistisch mag es für die beiden unhaltbar sein, jemals mehr als ‚Super-Freunde‘ zu werden, doch wenn die Show je die positive Energie benötigte, die die beiden verströmen, dann sicher jetzt.“

## Besetzung und Synchronisation
Barry und Kara treffen in ihrer Traumwelt auf eine Reihe von Doppelgängern ihrer Freunde und Feinde aus der „realen“ Welt. Ein „–“ in einer der beiden Rollenspalten zeigt an, dass die jeweilige Figur nur in einer der beiden Welten auftritt und keinen signifikanten Doppelgänger in der jeweils anderen Welt hat. Die Synchronisation der Folge übernahm das Synchronstudio der Cinephon Filmproduktions-GmbH in Berlin. Für Dialogbuch und Dialogregie zeichnete Dirk Hartung verantwortlich.
| Rolle (Musical-Traumsequenz)                | Rolle (Serienmultiversum)                                | Darsteller         | Synchronsprecher      |
| ------------------------------------------- | -------------------------------------------------------- | ------------------ | --------------------- |
| Barry Allen (Nachtclubsänger)               | Barry Allen / Flash                                      | Grant Gustin       | Julius Jellinek       |
| Kara Danvers (Nachtclubsängerin)            | Kara Danvers / Kara Zor-El / Supergirl / Overgirl        | Melissa Benoist    | Merete Brettschneider |
| Music Meister                               | Music Meister                                            | Darren Criss       | Michael Ernst         |
| „Cutter“ Moran (Nachtclubbesitzer, Mafioso) | Malcolm Merlyn                                           | John Barrowman     | Peter Flechtner       |
| Digsy Foss (Mafioso)                        | Detective Joe West                                       | Jesse L. Martin    | Wolfgang Wagner       |
| Digsys Ehemann                              | Dr. Martin Stein                                         | Victor Garber      | Reinhard Kuhnert      |
| Grady (Pianist)                             | Winslow „Winn“ Schott Jr.                                | Jeremy Jordan      | René Dawn-Claude      |
| Tommy Moran (Sohn von Cutter)               | Mon-El                                                   | Chris Wood         | Wanja Gerick          |
| Millie Foss (Tochter von Digsy und Ehemann) | Iris West                                                | Candice Patton     | Yvonne Greitzke       |
| Pablo (Kellner)                             | Cisco Ramon / Vibe / Reverb                              | Carlos Valdes      | Karim El Kammouchi    |
| Schläger (Digsys Handlanger)                | —                                                        | Brandon Chase      | Matthias Friedrich    |
| Nachtclubbesucherin                         | —                                                        | Gili Roskies       |                       |
| —                                           | Hank Henshaw / J’onn J’onzz / Martian Manhunter          | David Harewood     | Torsten Michaelis     |
| —                                           | Dr. Caitlin Snow / Killer Frost                          | Danielle Panabaker | Gabrielle Pietermann  |
| —                                           | Dr. Harrison Wells / Eobard Thawne / Reverse-Flash / H.R | Thomas Cavanagh    | Uwe Büschken          |
| —                                           | Nora Allen                                               | Michelle Harrison  | Sonja Tièschky        |
| —                                           | junger Barry Allen                                       | Liam Hughes        |                       |
| —                                           | Wally West / Kid Flash                                   | Keiynan Lonsdale   | Amadeus Strobl        |

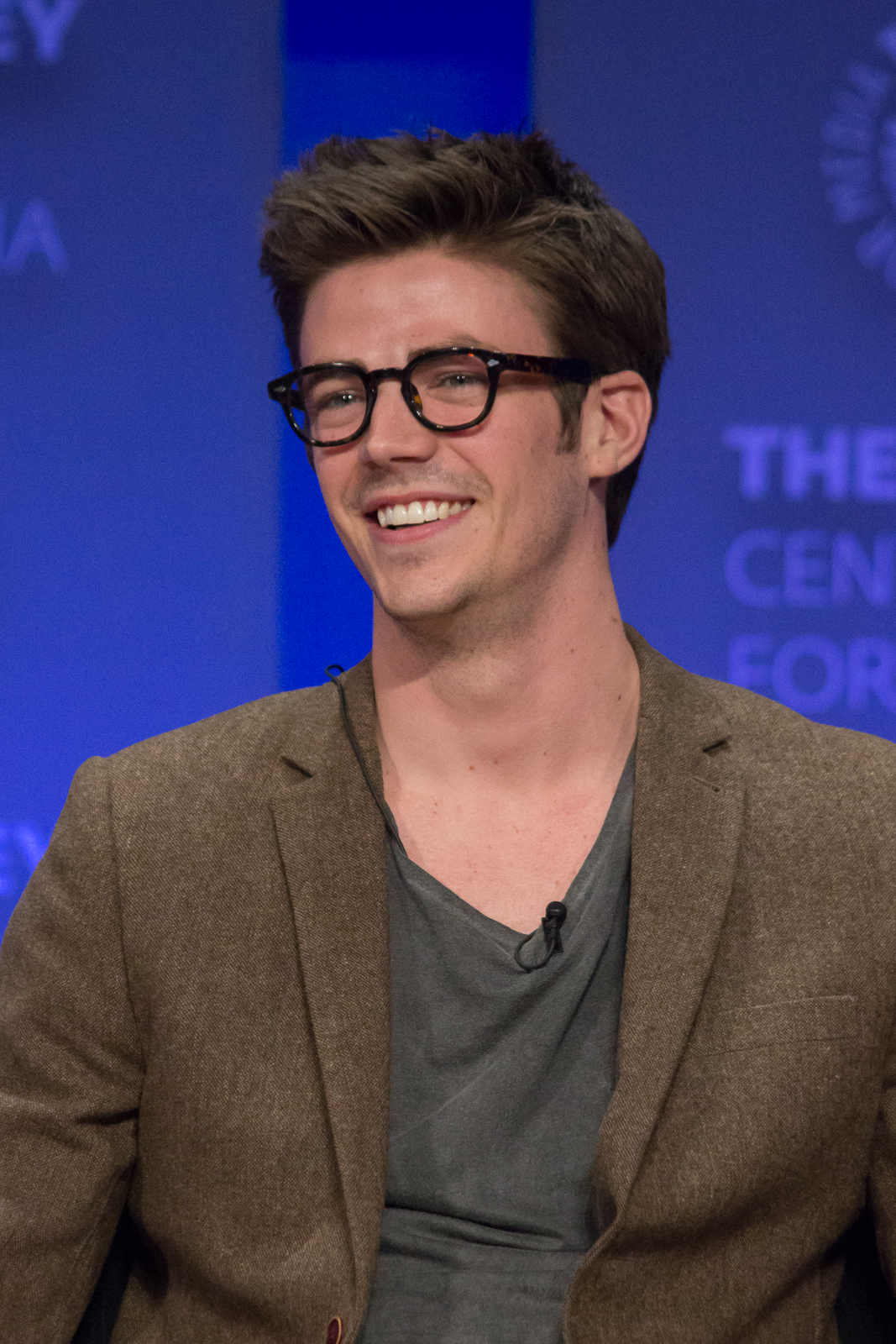
Grant Gustin
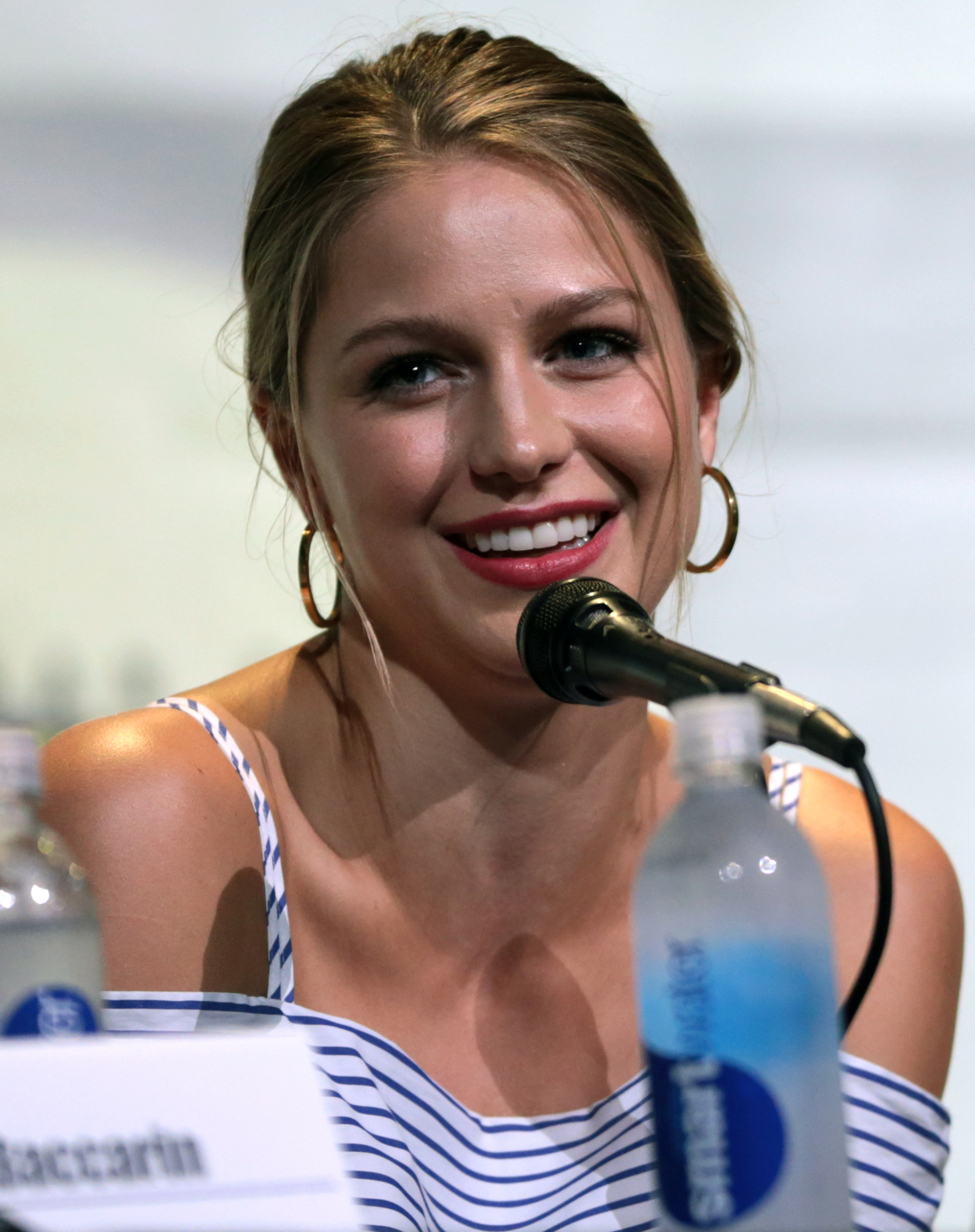
Melissa Benoist, SDCC 2016
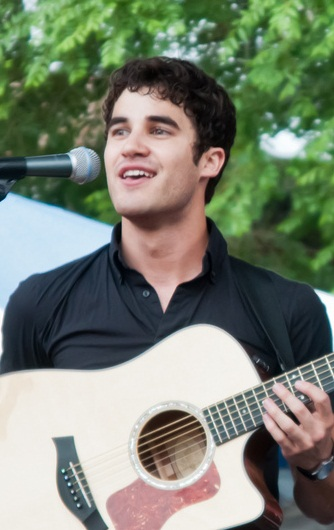
Darren Criss
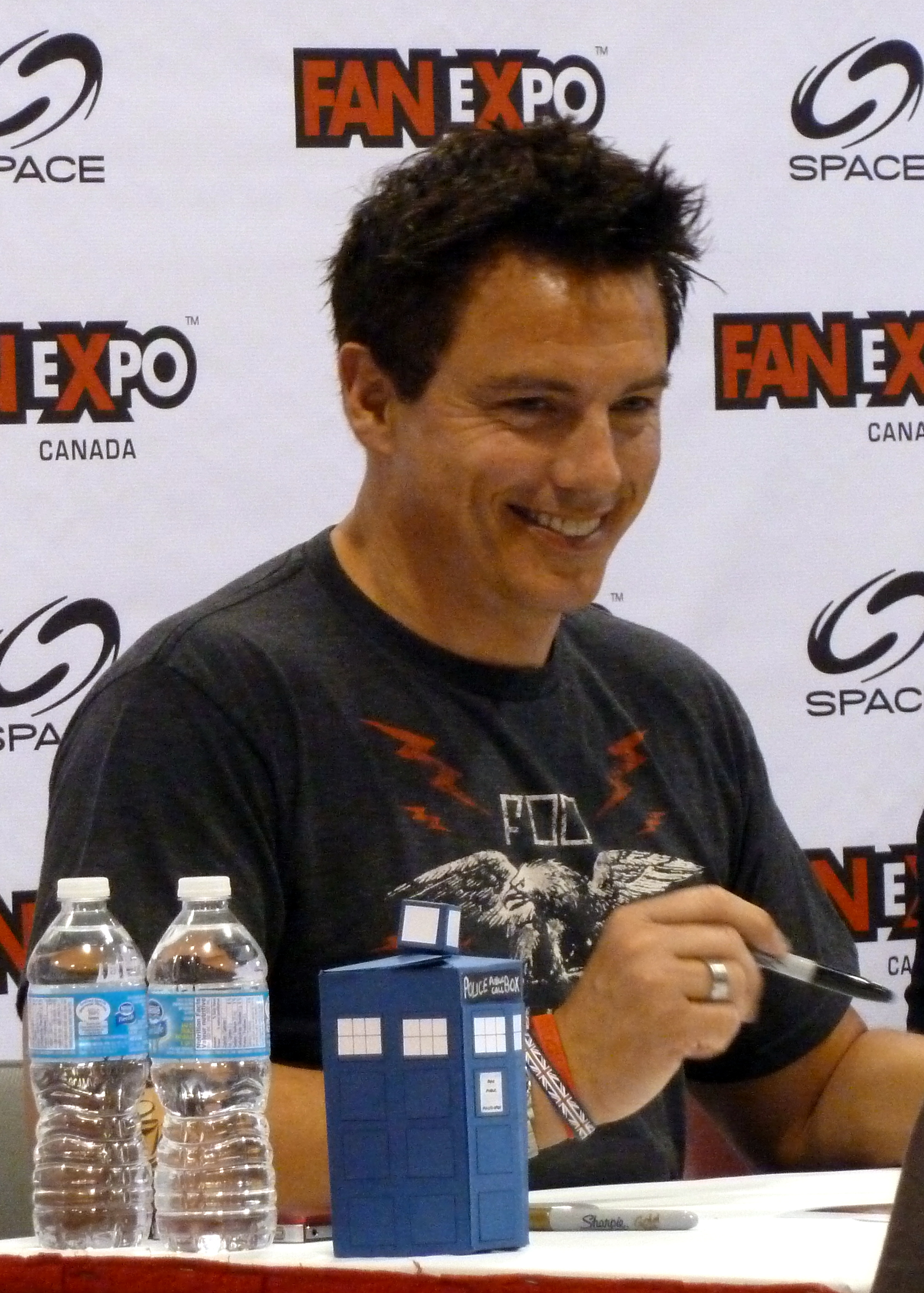
John Barrowman
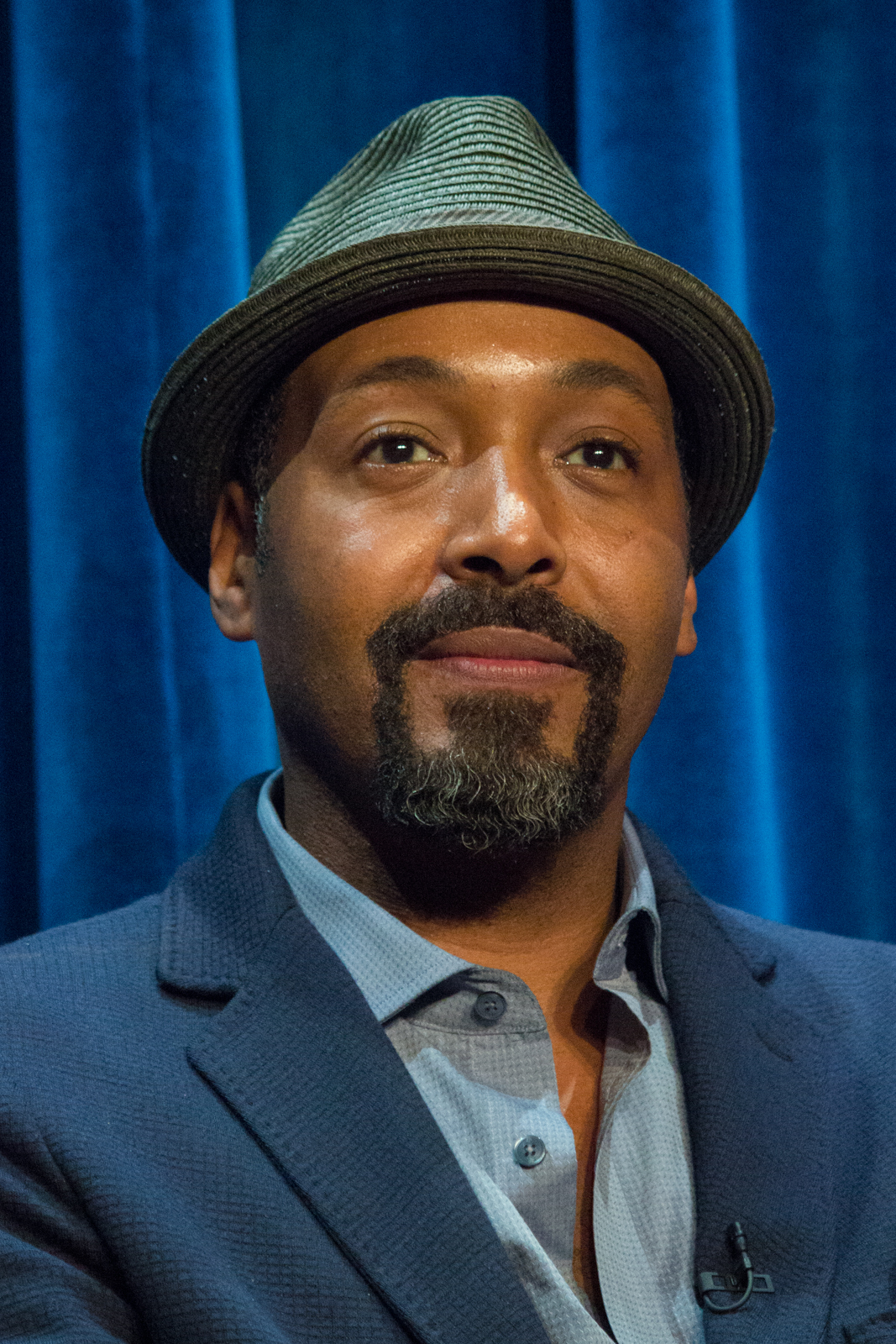
Jesse L. Martin
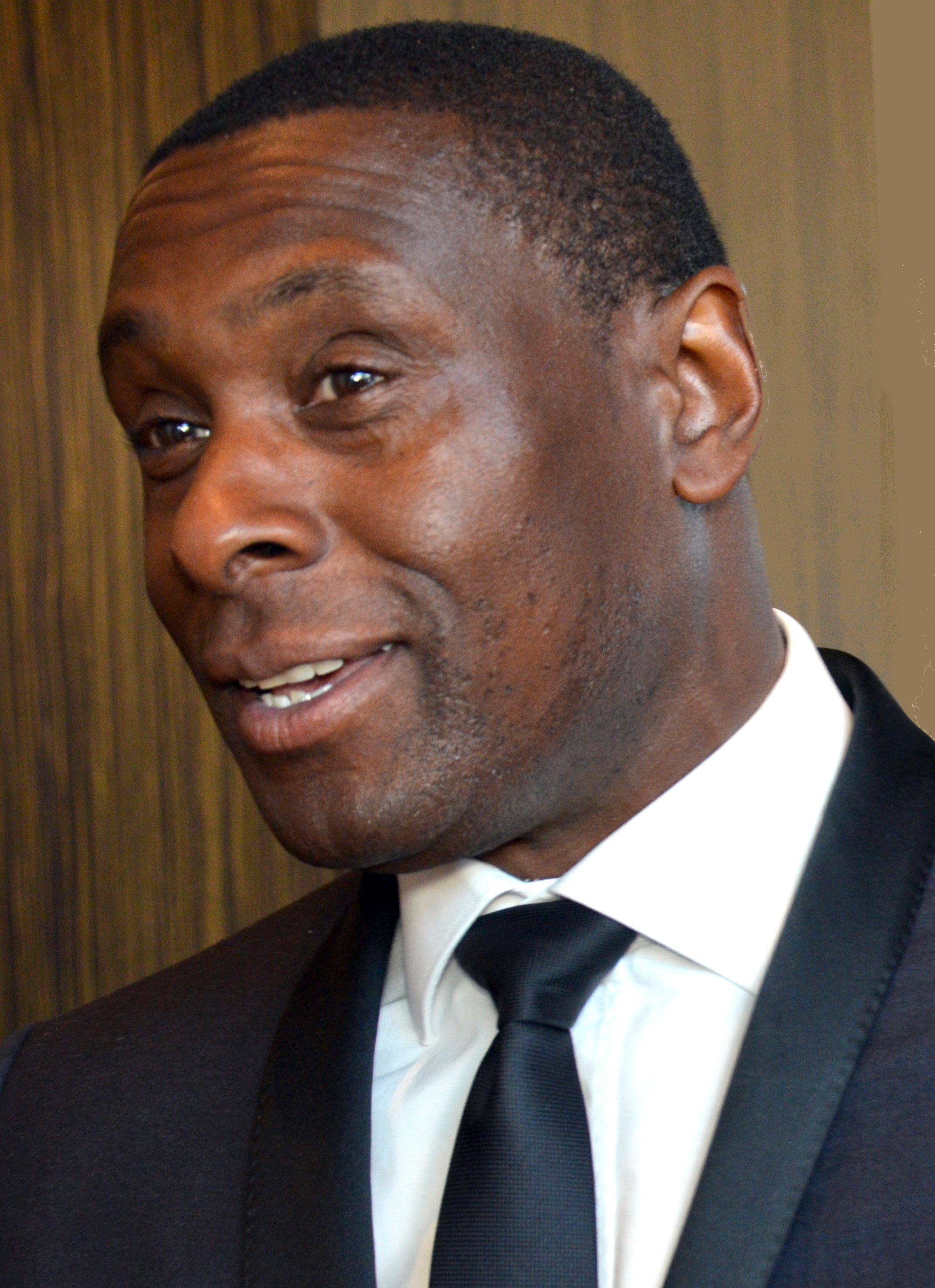
David Harewood
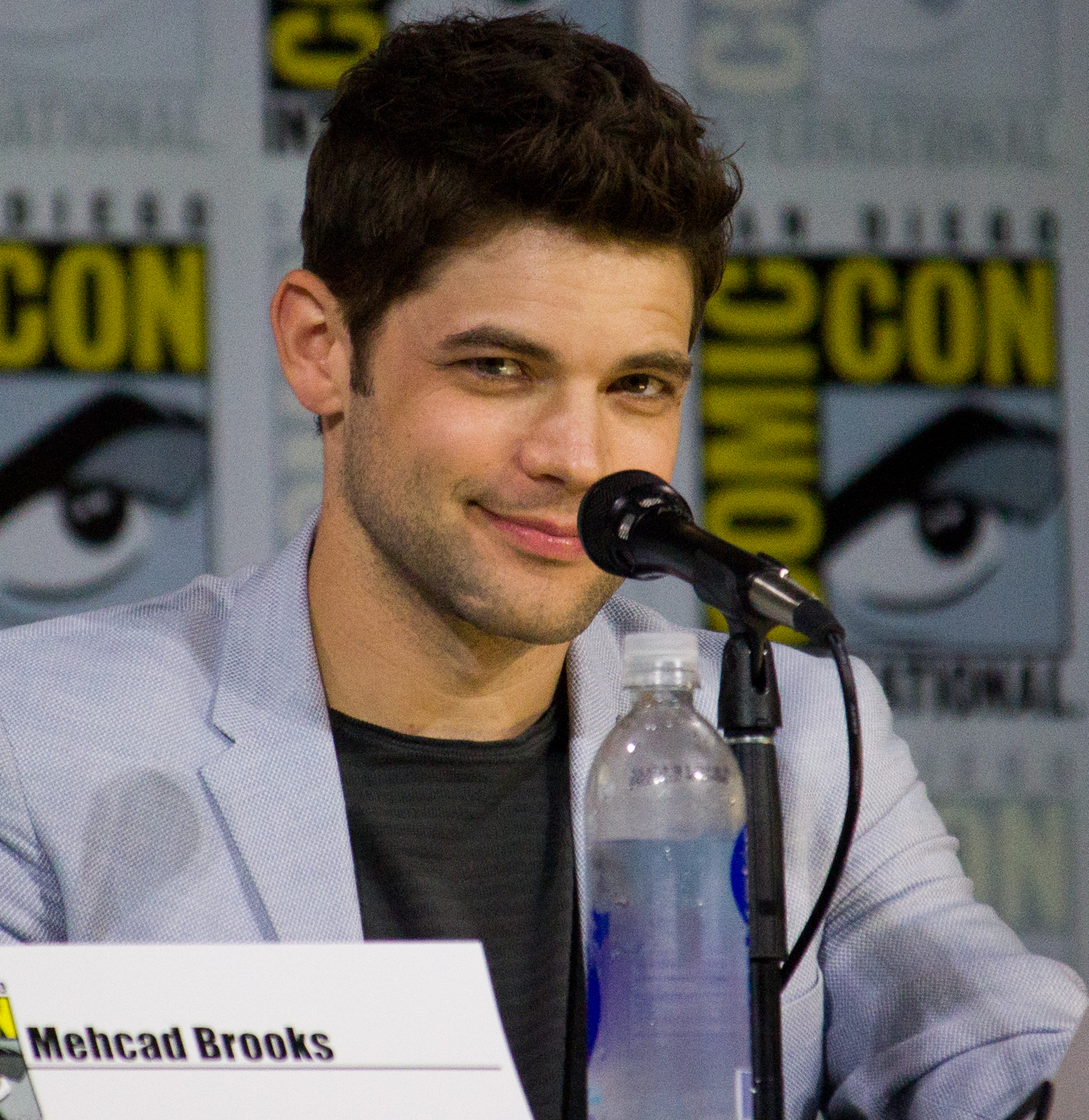
Jeremy Jordan
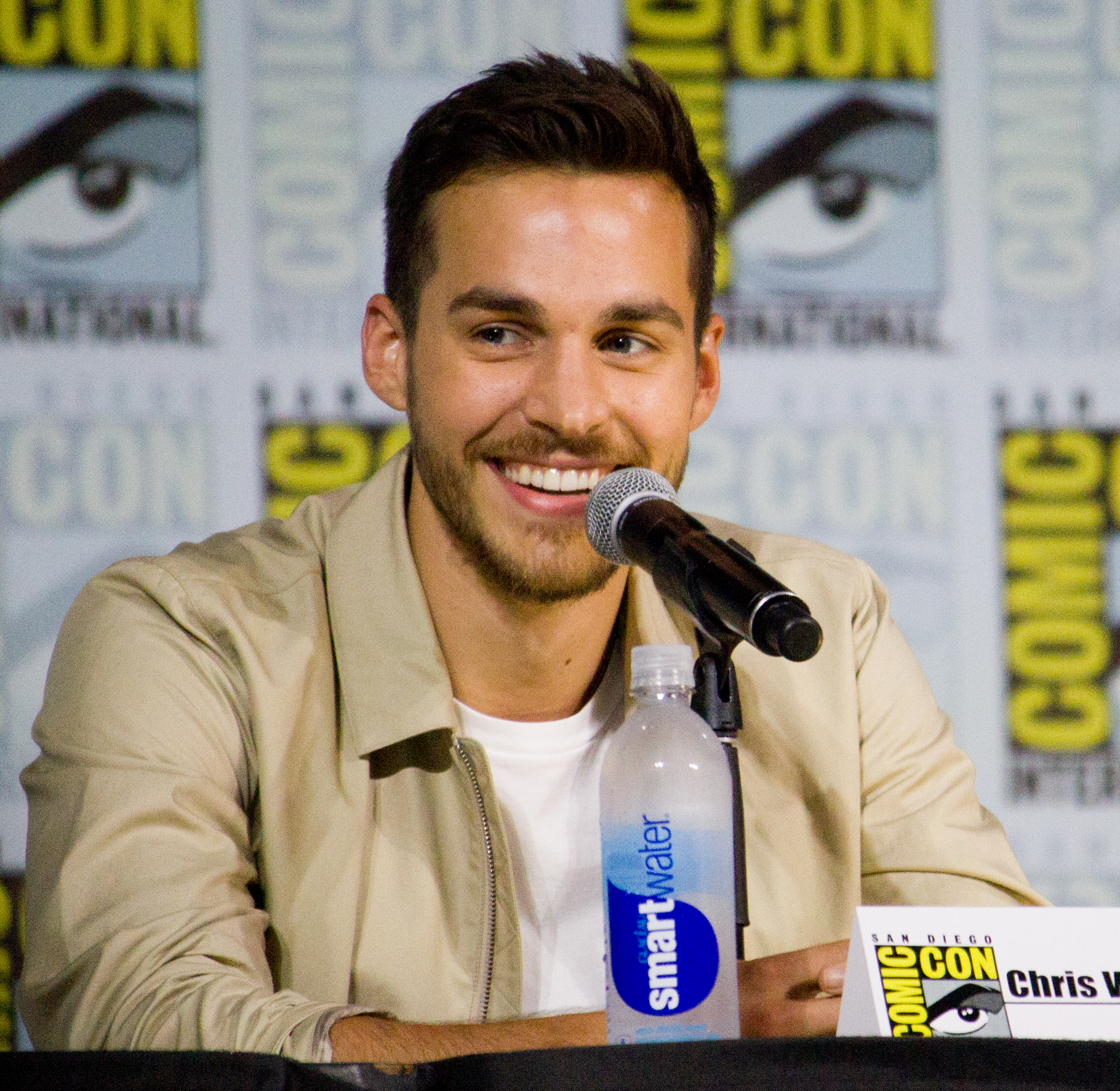
Chris Wood
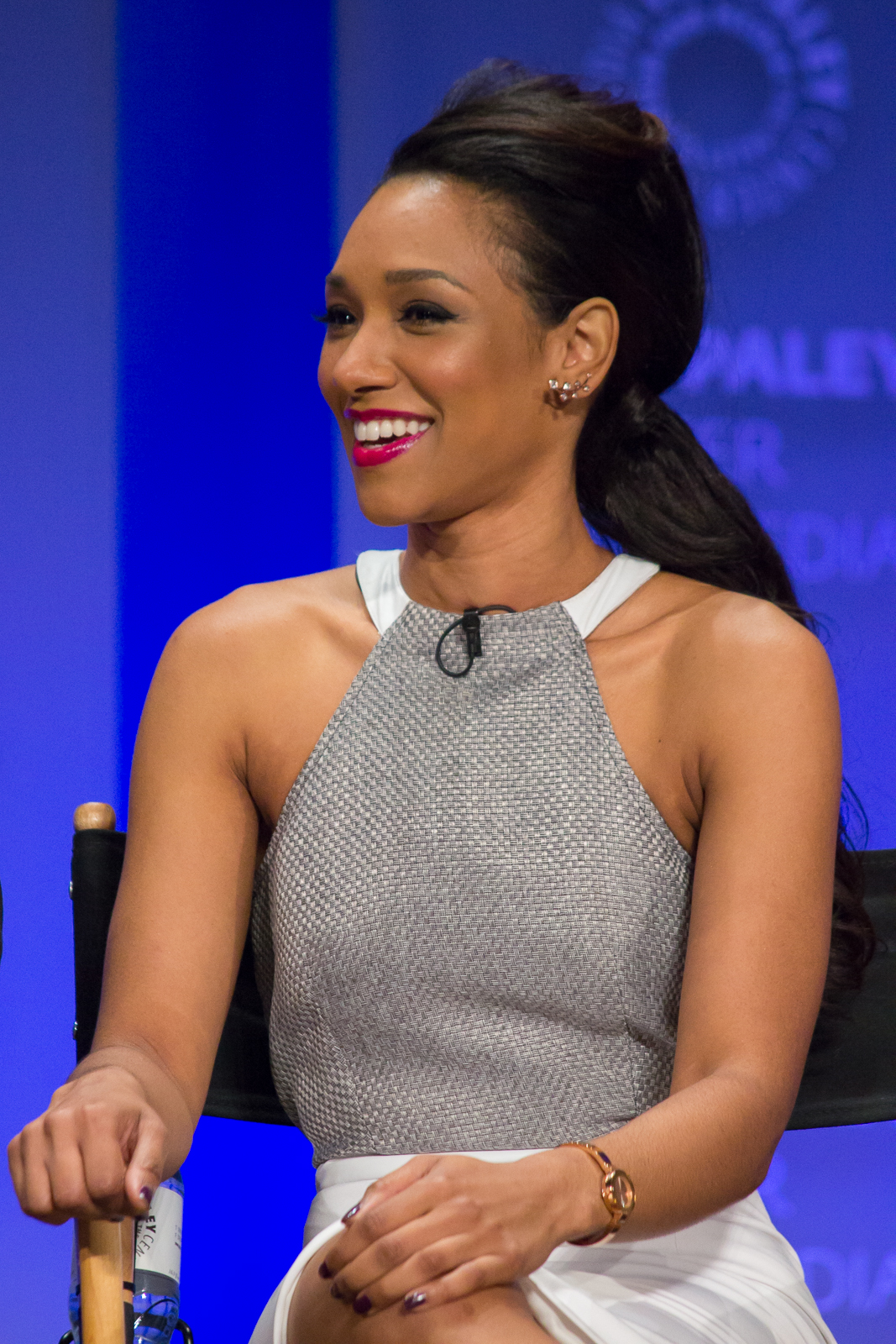
Candice Patton
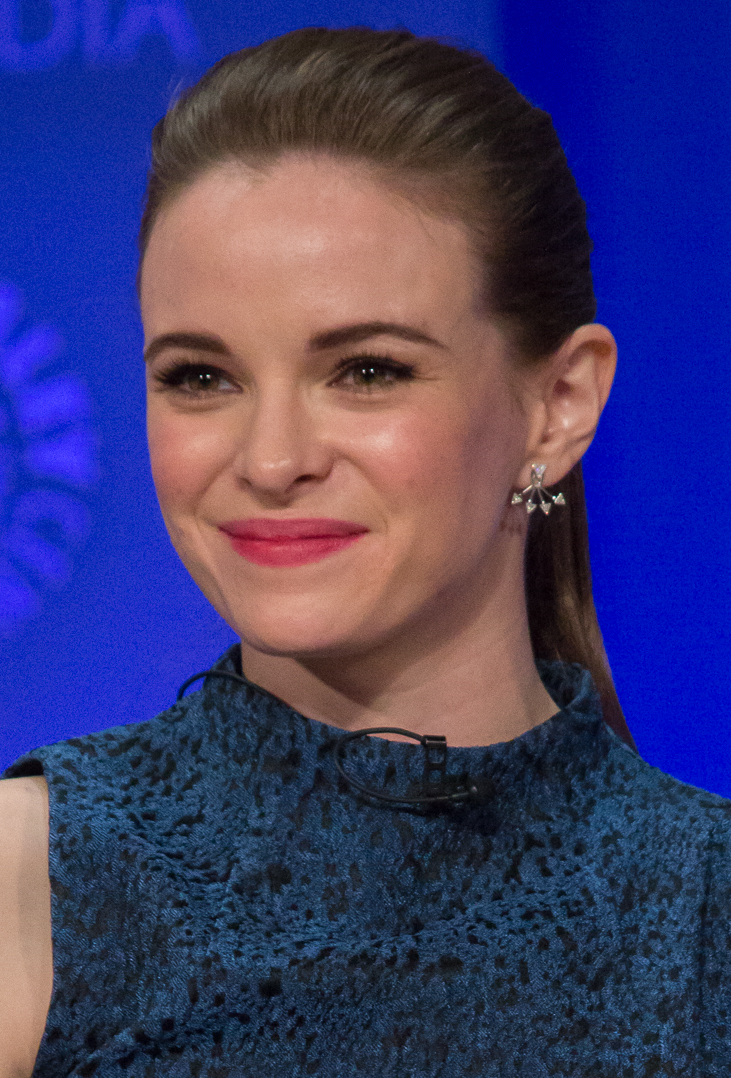
Danielle Panabaker
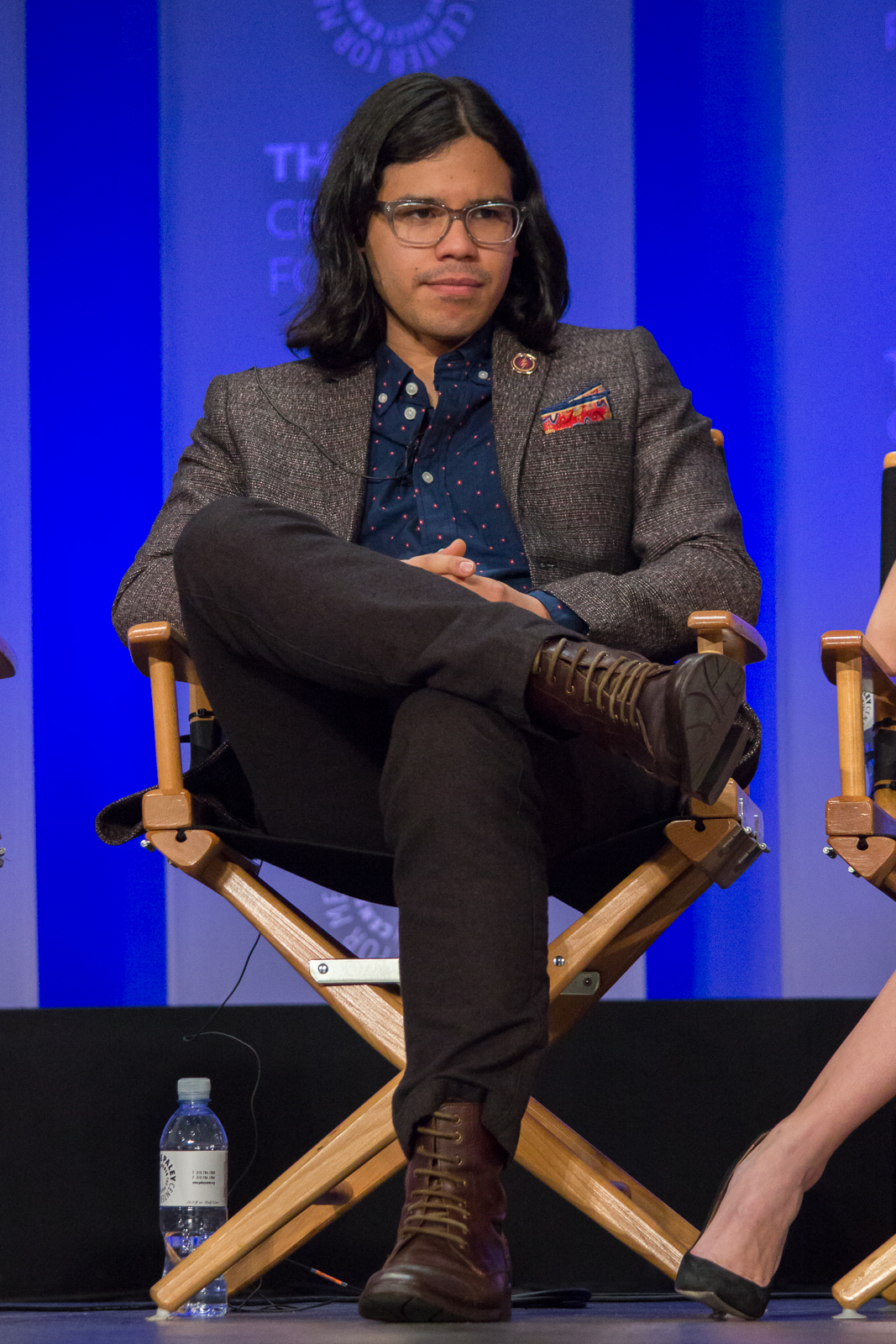
Carlos Valdes
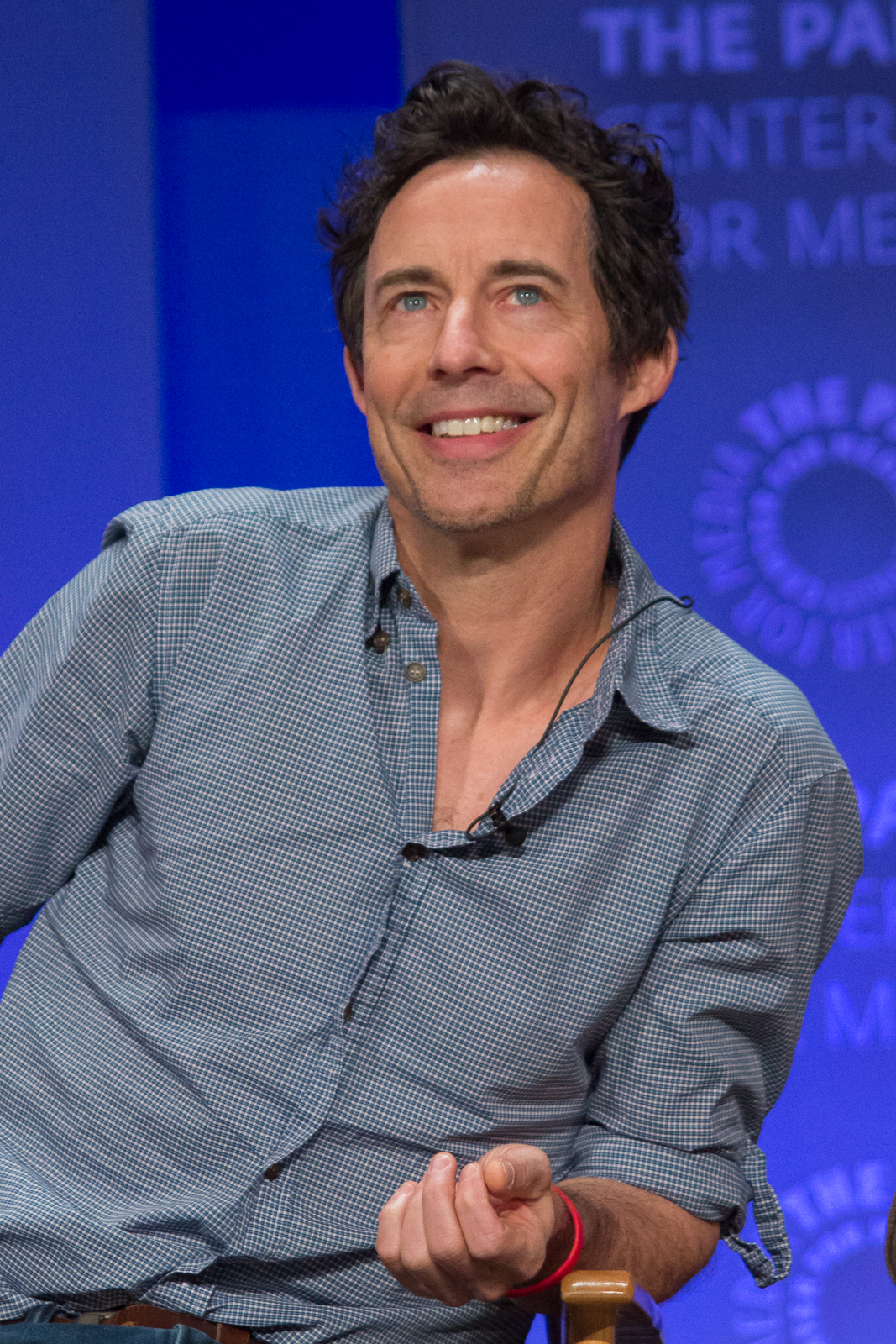
Tom Cavanagh
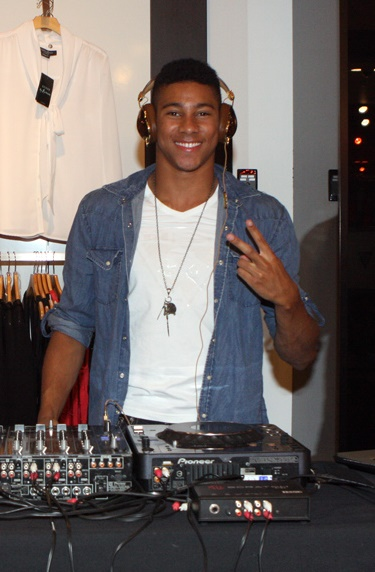
Keiynan Lonsdale